# Frédéric Beauregard
Frédéric Beauregard, né le 28 janvier 1984 à Schœlcher (Martinique), est un joueur de handball français évoluant au poste de défenseur et d'arrière gauche. En 2019, il est naturalisé pour participer avec la RD Congo au Championnat d'Afrique des nations 2020 puis au Championnat du monde 2021 en Egypte.

## Biographie
En 2023, il met un terme à sa carrière en club tout en continuant à s'entretenir en vue du Championnat d'Afrique des nations 2024. Finalement, en octobre 2023, il est le joker médical du Sarrebourg Moselle-Sud Handball. Il commence à Sarrebourg la saison suivante mais rejoint en janvier 2025 l'AEK Athènes pour un dernier challenge à 41 ans.

## Palmarès

### En équipe nationale
- 7e place (sur 16) au Championnat d'Afrique des nations 2020 (avec RD Congo)
- 28e place (sur 32) au Championnat du monde 2021 (avec RD Congo)

### Distinctions individuelles
- 2009 : deuxième meilleur arrière gauche de Nationale 1 / saison 2008-2009 [4].
- 2011 : élu meilleur arrière gauche de Pro D2 / saison 2010-2011 [5].
- 2011 : lauréat du Trophée Jean-André avec Sélestat[6].
- 2015 : lauréat du Trophée Jean-André avec Sélestat [7].
- 2020 : élu meilleur joueur de Proligue des journées 4[8], 10[9], 11[10], 13[11], 15[12]

## Galerie

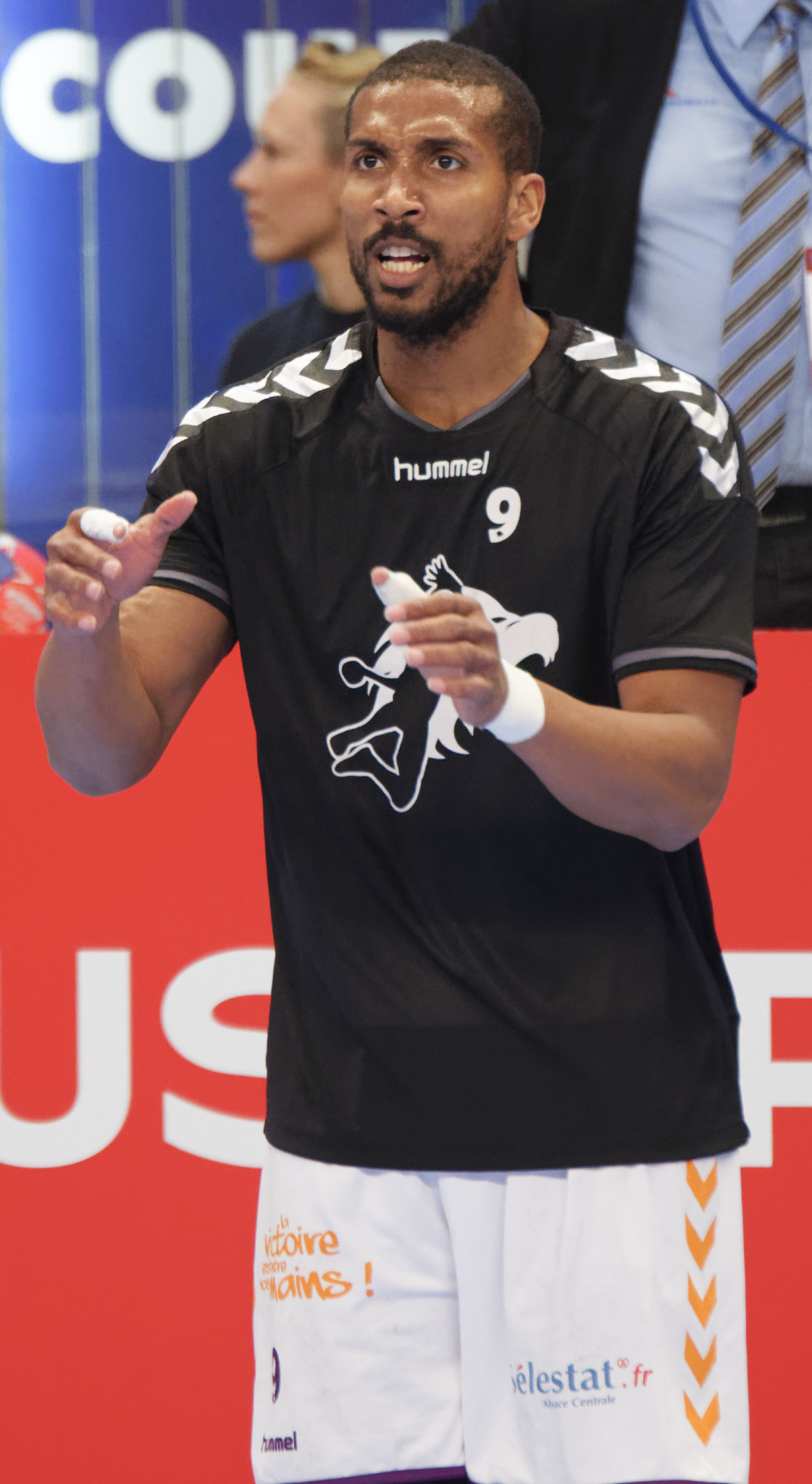
À l'échauffement, le 8 avril 2015.
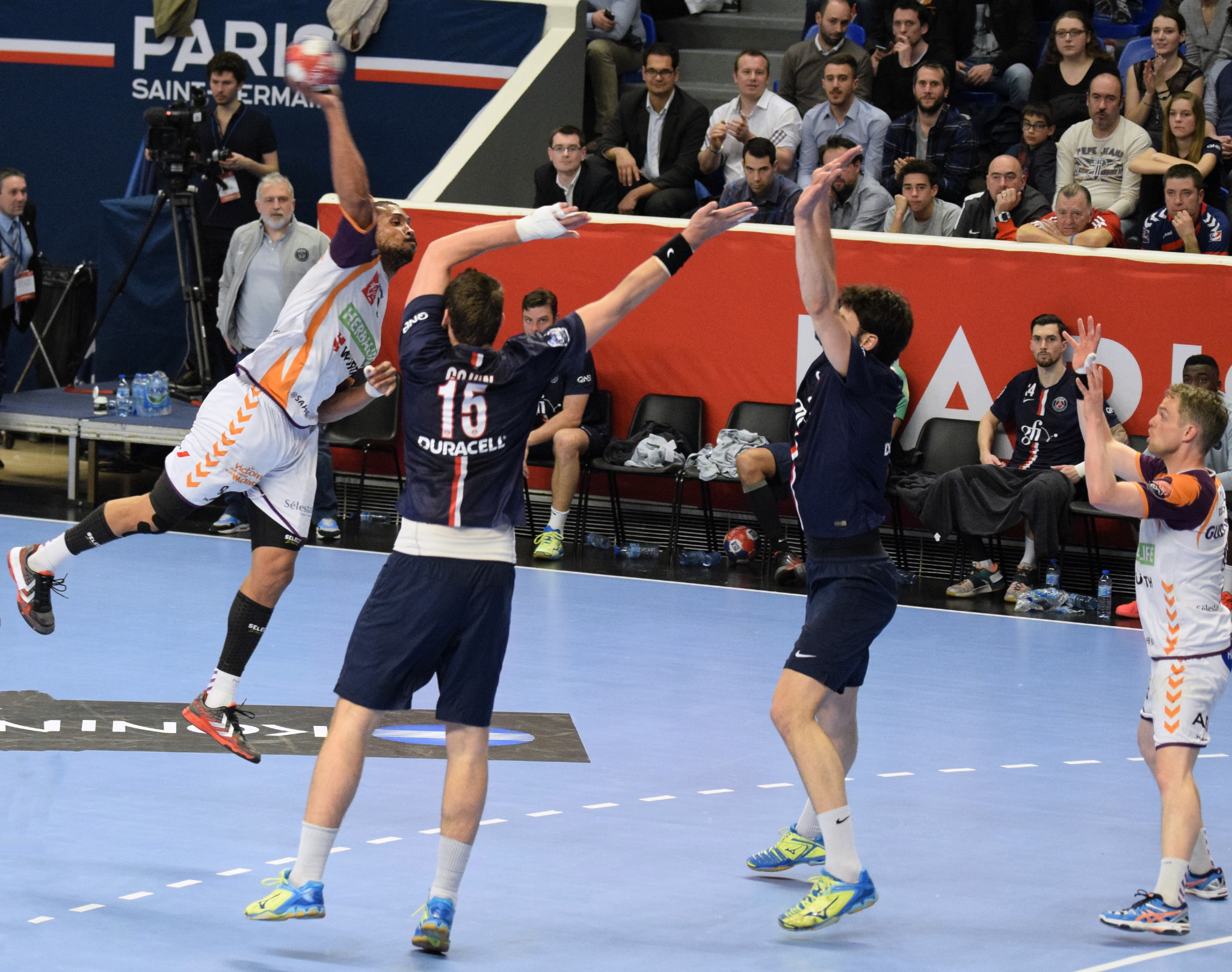
Au tir face au PSG, le 8 avril 2015.
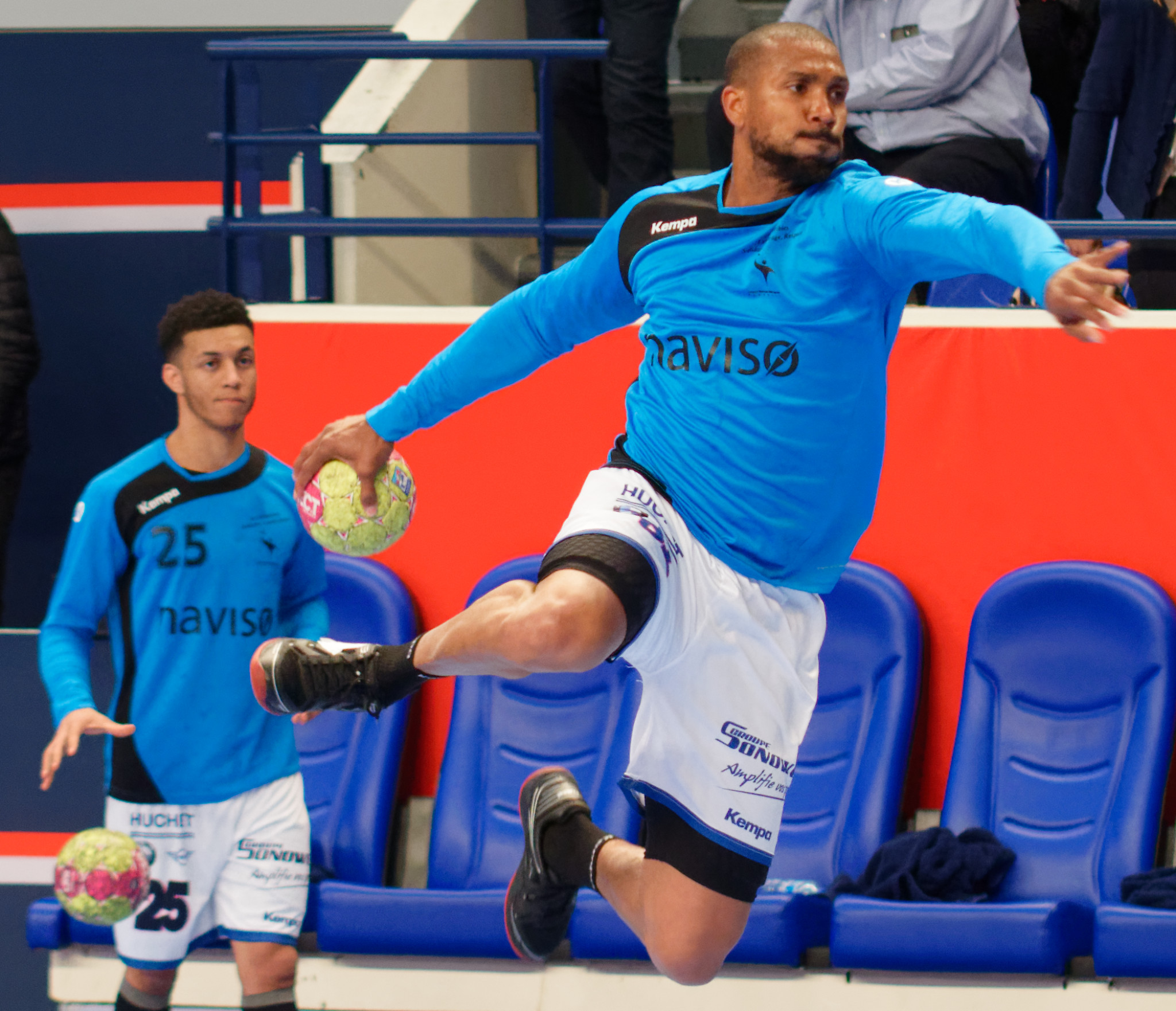
À l'échauffement, le 19 avril 2017.